# Birth (musikalbum av Keith Jarrett)
Birth från 1972 är ett musikalbum med Keith Jarretts ”American Quartet”. Albumet spelades in i juli 1971 i Atlantic Recording Studios, New York.

## Låtlista
All musik är skriven av Keith Jarrett.
1. Birth – 6:13
2. Mortgage on My Soul – 5:38
3. Spirit – 8:38
4. Markings – 0:37
5. Forget Your Memories (and They'll Remember You) – 6:57
6. Remorse – 11:22

## Medverkande
- Keith Jarrett – piano, sopransaxofon, blockflöjt, banjo, steel pan, sång
- Dewey Redman – tenorsaxofon, slagverk, sång
- Charlie Haden – bas, congas, steel pan
- Paul Motian – trummor, steel pan, slagverk